# Districtul civil Averasboro, comitatul Harnett, Carolina de Nord

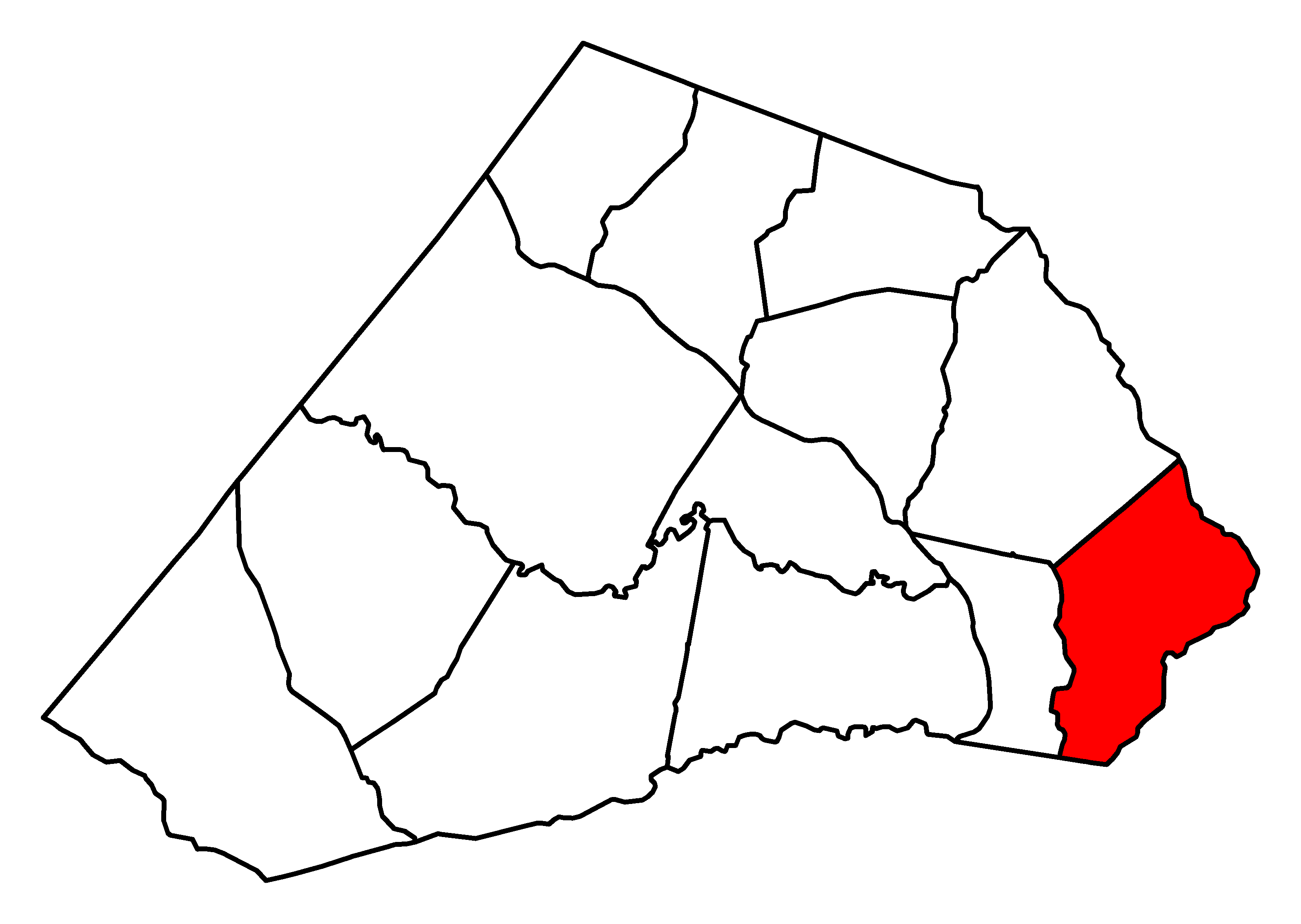
Plasarea districtului civil Averasboro în cadrul comitatului Harnett, statul, SUA.

Districtul civil Averasboro (în original, civil township) este unul dintre cele treisprezece zone locuite cu statut de township din comitatul Harnett, statul  Carolina de Nord,  Statele Unite ale Americii.

## Descriere
Populația districtului civil Averasboro fusese de 12.965 de locuitori, conform datelor recensământului din anul 2000 culese de United States Census Bureau. La cei 12.965 de locuitori, districtul civil Averasboro este, din acest punct de vedere, cel mai mare district din comitatul Harnett.
Din punct de vedere geografic, Averasboro Township ocupă 99.23 km2 (sau 35.61 sqmi) în sud-estul comitatului Harnett.  Singura localitate încorporată din district este Dunn.  Averasboro Township a fost denumit după fostul oraș Averasborough, care a fost teatrul uneia din bătăliile American Civil War, cunoscută ca Bătălia de la Averasborough.